# EBICAB

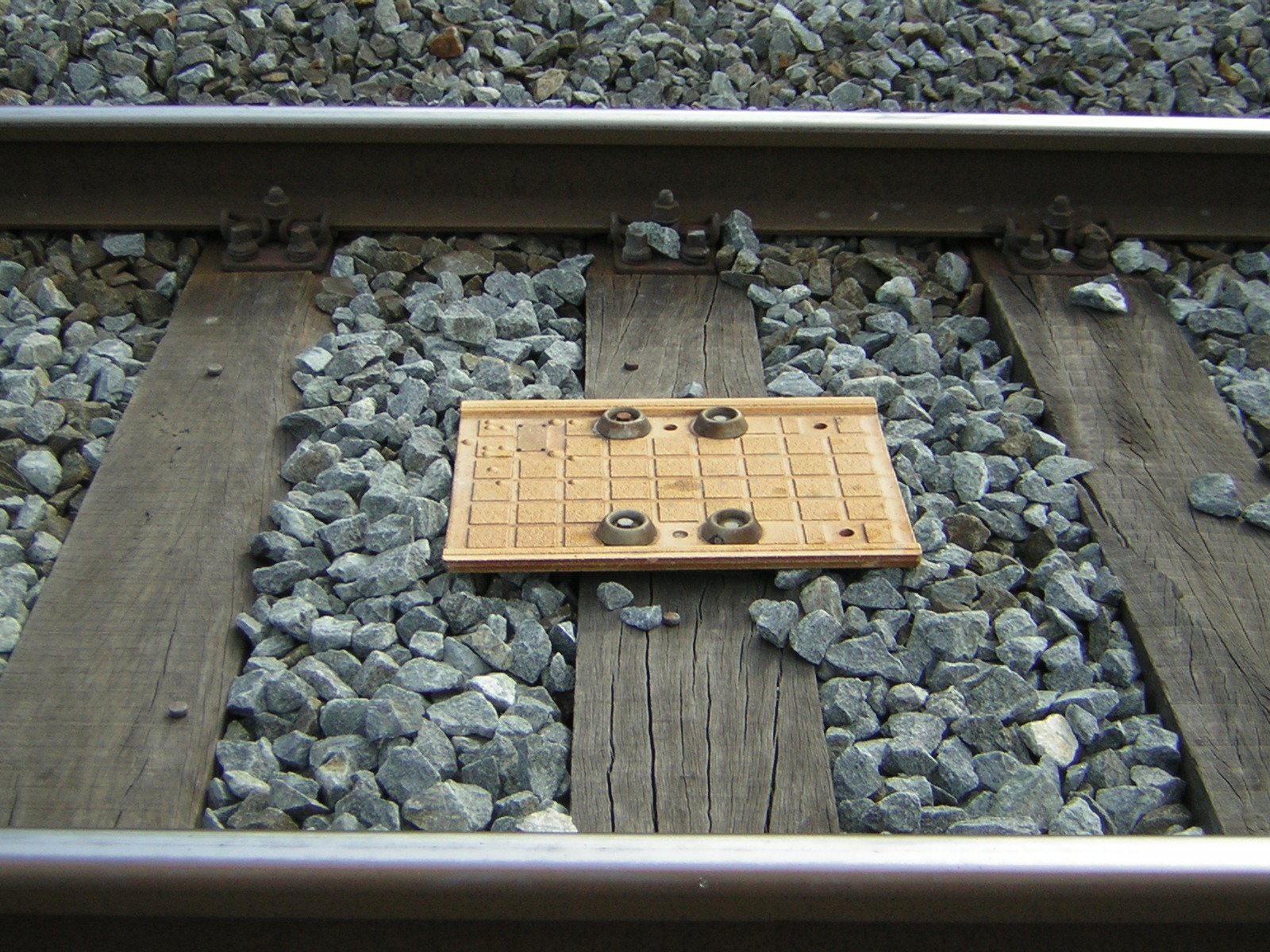
Baliza EBICAB en el Corredor Mediterráneo.

EBICAB es un sistema de señalización con supervisión semicontinua de la velocidad, por medio de la transmisión vía-tren de información puntual desde las balizas instaladas en vía. Deriva del sistema SLR de Ericsson.
El sistema EBICAB existe en dos versiones: EBICAB 700 (Suecia, Noruega, Portugal y Bulgaria) y EBICAB 900, instalado en el Corredor Mediterráneo (vmax= 220 km/h). 
El sistema EBICAB 900 está formado por balizas en tierra con codificadores de señal o comunicaciones en serie con enclavamiento electrónico, y por equipos informáticos a bordo del tren. La transmisión de datos se realiza entre las balizas pasivas en tierra (entre 2 y 4 por señal) y la antena instalada en los
bajos del tren, que también suministra energía a la baliza al pasar. El acoplamiento entre la baliza y el equipo de a bordo es inductivo.
En contraste con ASFA, sistema que transmite sólo un máximo de un dato por frecuencia, al utilizar EBICAB enclavamientos electrónicos, la cantidad de información transmitida es mucho mayor. 
Adif/Renfe, en España, utilizan a veces el término ATP para referirse a EBICAB 900, por ser el primer sistema de su red que ofrece una auténtica protección a los trenes.

## Características principales
- Balizas de excitación a 27 MHz con modulación de amplitud para los impulsos de reloj y frecuencia de impulsos de 50 kHz.
- Transmisión de datos a los trenes en 4,5 MHz a 50 Kbps con paquetes de 255 bits.
- Las señales están concatenadas, pero los tableros, por ejemplo, de avisos y velocidades, no están necesariamente concatenados; siendo aceptable un 50% de balizas concatenadas para la seguridad contra fallos.
- El conductor puede introducir características, como identificación del tren, longitud, tipo de velocidad, velocidad máxima, características de frenado y presurización del tren.
- El maquinista recibe indicaciones visuales, como el límite de velocidad, velocidad objetivo, exceso de velocidad, alarma ASFA, rearme de los frenos, permiso de paso, aviso acústico, preaviso de frenado, indicador rojo o indicación alfanumérica.

## Supervisión
- Velocidad en línea, en función de la capacidad de la vía y del rendimiento del vehículo en la situación de exceso de velocidad o de la imposición de la baja velocidad para determinados trenes.
- Múltiples objetivos, incluida la información de señalización sin señales ópticas.
- Pueden implantarse restricciones de velocidad permanentes, temporales y de emergencia con balizas no concatenadas.
- Punto de detención.
- Perfil de frenado dinámico.
- Estado del detector de pasos a nivel y corrimientos de tierras.
- Maniobras.
- Protección contra rodadura.
- Compensación de deslizamiento.
- Señal de paso autorizado en parada.

### Reacción
- Aviso acústico con más de 3 km/h y freno de servicio con más de 5 km/h de exceso de velocidad. El conductor puede levantar el freno de servicio cuando la velocidad esté dentro de unos límites.

## EBICAB 700
La diferencia más importante respecto a EBICAB 900 es que en EBICAB 700 sólo se pueden transmitir paquetes con 12 bits útiles de un total de 32 bits y que admite hasta 5 balizas pasivas por señal.